# Lhobrak Shar Chhu
Der Lhobrak Shar Chhu ist der ca. 93 km lange linke Quellfluss des Kuri Chhu im autonomen Gebiet Tibet.
Der Lhobrak Shar Chhu hat sein Quellgebiet 40 km südsüdöstlich des Yamzhog Yumco auf einer Höhe von etwa 5500 m. Er fließt anfangs 35 km nach Osten. Bei Flusskilometer 55 passiert er die am linken Flussufer gelegene Kleinstadt Cuomei, Verwaltungssitz des Kreises Comai. Anschließend wendet er sich in einem weiten Bogen nach Südwesten. Bei Flusskilometer 44 befindet sich die Gemeinde Naixi am rechten Flussufer. Bei Flusskilometer 21 trifft ein größerer Nebenfluss von Norden kommend auf den Lhobrak Shar Chhu. Dieser fließt nun 9 km nach Süden und schließlich noch 11 km nach Südwesten. Bei der Ortschaft Lakang trifft der Lhobrak Shar Chhu auf den von Nordwesten heranströmenden Lhobrak Chhu (auch Lhozhag Nub Qu), mit welchem er sich zum 
Kuri Chhu vereinigt. Das Einzugsgebiet umfasst eine Fläche von etwa 2040 km². Im äußersten Westen des Einzugsgebiets erhebt sich der 6777 m hohe Tarlha Ri, im Südosten die bis zu 6441 m hohe Garula-Kang-Gruppe an der Grenze zu Bhutan.